# Singly na prvním místě v roce 1992 (USA)
Jedničky hitparády Hot 100 za rok 1992 podle časopisu Billboard.
| Datum        | Skladba                         | Interpret                       |
| 4. leden     | Black or White                  | Michael Jackson                 |
| 11. leden    | Black or White                  | Michael Jackson                 |
| 18. leden    | Black or White                  | Michael Jackson                 |
| 25. leden    | All 4 Love                      | Color Me Badd                   |
| 1. únor      | Don't Let the Sun Go Down on Me | George Michael feat. Elton John |
| 8. únor      | I'm Too Sexy                    | Right Said Fred                 |
| 15. únor     | I'm Too Sexy                    | Right Said Fred                 |
| 22. únor     | I'm Too Sexy                    | Right Said Fred                 |
| 29. únor     | To Be With You                  | Mr. Big                         |
| 7. březen    | To Be With You                  | Mr. Big                         |
| 14. březen   | To Be With You                  | Mr. Big                         |
| 21. březen   | Save the Best for Last          | Vanessa Williams                |
| 28. březen   | Save the Best for Last          | Vanessa Williams                |
| 4. duben     | Save the Best for Last          | Vanessa Williams                |
| 11. duben    | Save the Best for Last          | Vanessa Williams                |
| 18. duben    | Save the Best for Last          | Vanessa Williams                |
| 25. duben    | Jump                            | Kris Kross                      |
| 2. květen    | Jump                            | Kris Kross                      |
| 9. květen    | Jump                            | Kris Kross                      |
| 16. květen   | Jump                            | Kris Kross                      |
| 23. květen   | Jump                            | Kris Kross                      |
| 30. květen   | Jump                            | Kris Kross                      |
| 6. červen    | Jump                            | Kris Kross                      |
| 13. červen   | Jump                            | Kris Kross                      |
| 20. červen   | I'll Be There                   | Mariah Carey                    |
| 27. červen   | I'll Be There                   | Mariah Carey                    |
| 4. červenec  | Baby Got Back                   | Sir Mix-a-Lot                   |
| 11. červenec | Baby Got Back                   | Sir Mix-a-Lot                   |
| 18. červenec | Baby Got Back                   | Sir Mix-a-Lot                   |
| 25. červenec | Baby Got Back                   | Sir Mix-a-Lot                   |
| 1. srpen     | Baby Got Back                   | Sir Mix-a-Lot                   |
| 8. srpen     | This Used to Be My Playground   | Madonna                         |
| 15. srpen    | End of the Road                 | Boyz II Men                     |
| 22. srpen    | End of the Road                 | Boyz II Men                     |
| 29. srpen    | End of the Road                 | Boyz II Men                     |
| 5. září      | End of the Road                 | Boyz II Men                     |
| 12. září     | End of the Road                 | Boyz II Men                     |
| 19. září     | End of the Road                 | Boyz II Men                     |
| 26. září     | End of the Road                 | Boyz II Men                     |
| 3. říjen     | End of the Road                 | Boyz II Men                     |
| 10. říjen    | End of the Road                 | Boyz II Men                     |
| 17. říjen    | End of the Road                 | Boyz II Men                     |
| 24. říjen    | End of the Road                 | Boyz II Men                     |
| 31. říjen    | End of the Road                 | Boyz II Men                     |
| 7. listopad  | End of the Road                 | Boyz II Men                     |
| 14. listopad | How Do You Talk to an Angel     | The Heights                     |
| 21. listopad | How Do You Talk to an Angel     | The Heights                     |
| 28. listopad | I Will Always Love You          | Whitney Houston                 |
| 5. prosinec  | I Will Always Love You          | Whitney Houston                 |
| 12. prosinec | I Will Always Love You          | Whitney Houston                 |
| 19. prosinec | I Will Always Love You          | Whitney Houston                 |
| 26. prosinec | I Will Always Love You          | Whitney Houston                 |